# Французский мартини
«Французский мартини» (англ. French Martini) — коктейль на основе водки, малинового ликёра и ананасового сока. Классифицируется как аперитив. Входит в число официальных коктейлей Международной ассоциации барменов (IBA), категория «Напитки новой эры» (англ. New Era Drinks).

## История
Коктейль «Французский Мартини» впервые был смешан в 1980-х годах в одном из баров Нью-Йорка. В 1996 году коктейль вошёл в меню напитков Бальтазара Макнелли в Сохо. На протяжении 1980-х—1990-х годов коктейль обозначался как «Renaissance».

## Рецепт и ингредиенты
Состав:
- водка — 45 мл
- малиновый ликёр — 15 мл
- ананасовый сок — 15 мл
- цедра лимона — по желанию.

Метод приготовления: стир & стрейн. Ингредиенты (компоненты) перемешивают со льдом в смесительном стакане, после чего отцеживают и отфильтровывают в коктейльный бокал или бокал Мартини. В готовый коктейль (по желанию) выжать цедру лимона.